# Кулаков, Олег Петрович
Олег Петрович Кулаков (29 октября 1951, Москва — 7 июля 2015) — советский футболист, нападающий. Тренер

## Карьера
Воспитанник юношеской команды «Спартак» Москва. За свою карьеру выступал в советских командах «Двина» Витебск, «Сталь» Орёл, «Трактор» Павлодар, «Дружба» (Москва), «Спартак» Москва, «Терек» Грозный, «Спартак» Тамбов, «Динамо» Киров и «Стройпластмасс» (Мытищи).